# Diritto dell'Inghilterra e del Galles

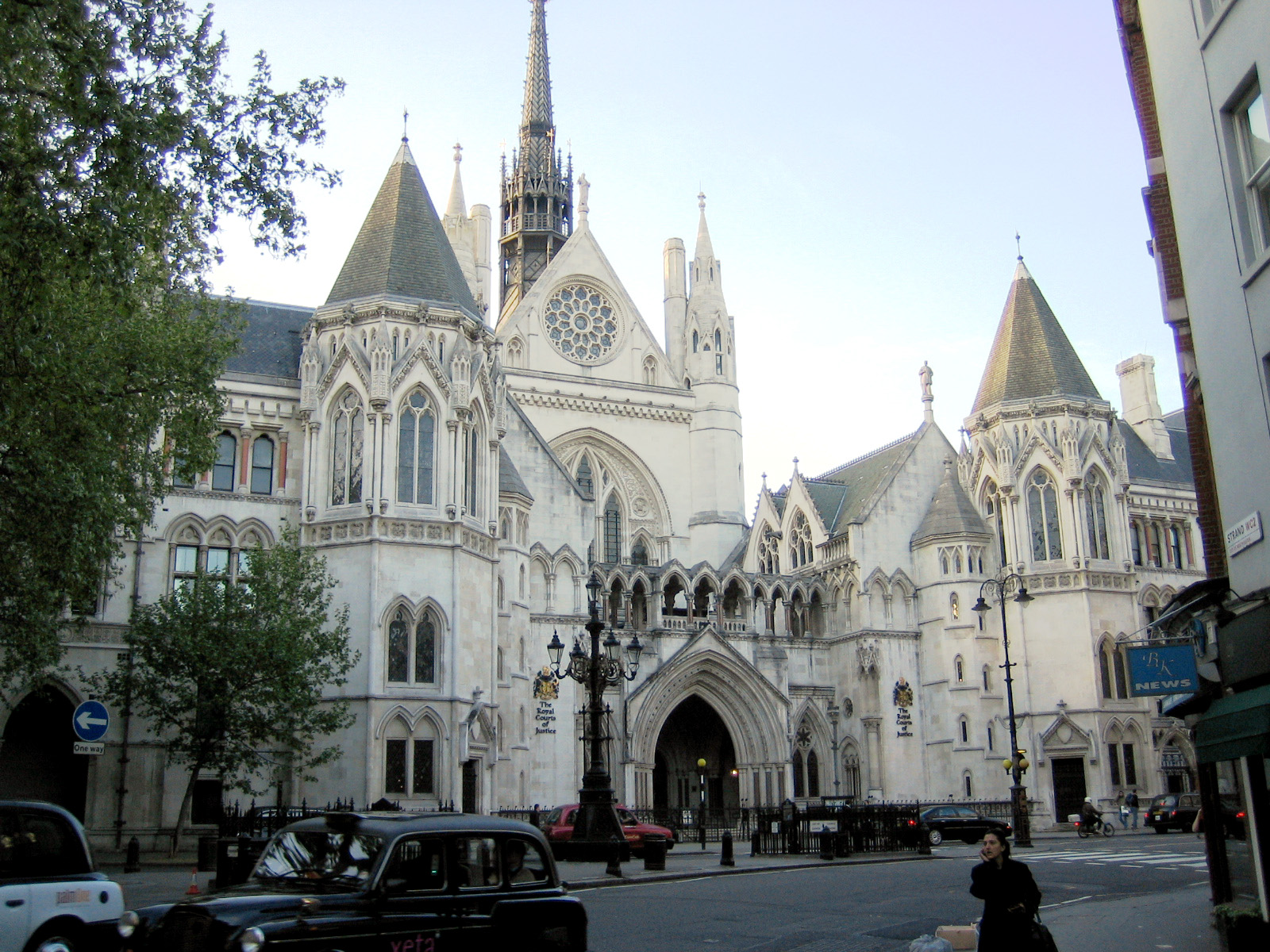
Le Royal Courts of Justice (l'edificio principale nella foto) si trova sullo Strand a Londra. Insieme al suo adiacente Thomas More Building e al suo avamposto Rolls Building su Fetter Lane, è la sede principale dell'Alta corte di giustizia e la sede ordinaria della Corte d'appello.

Il diritto inglese (in inglese: English law, in gallese: Cyfraith Lloegr), noto anche come diritto inglese e gallese (in inglese: English and Welsh law, in gallese: Cyfraith Cymru a Lloegr) o diritto comune inglese (in inglese: English Common law, in gallese: Cyfraith gwlad Lloegr), è il sistema legale dell'Inghilterra e Galles.
È all'origine del common law in vigore in molti paesi e differisce dal civil law o dai sistemi misti esistenti in altri paesi, ad esempio in Scozia.

## Storia

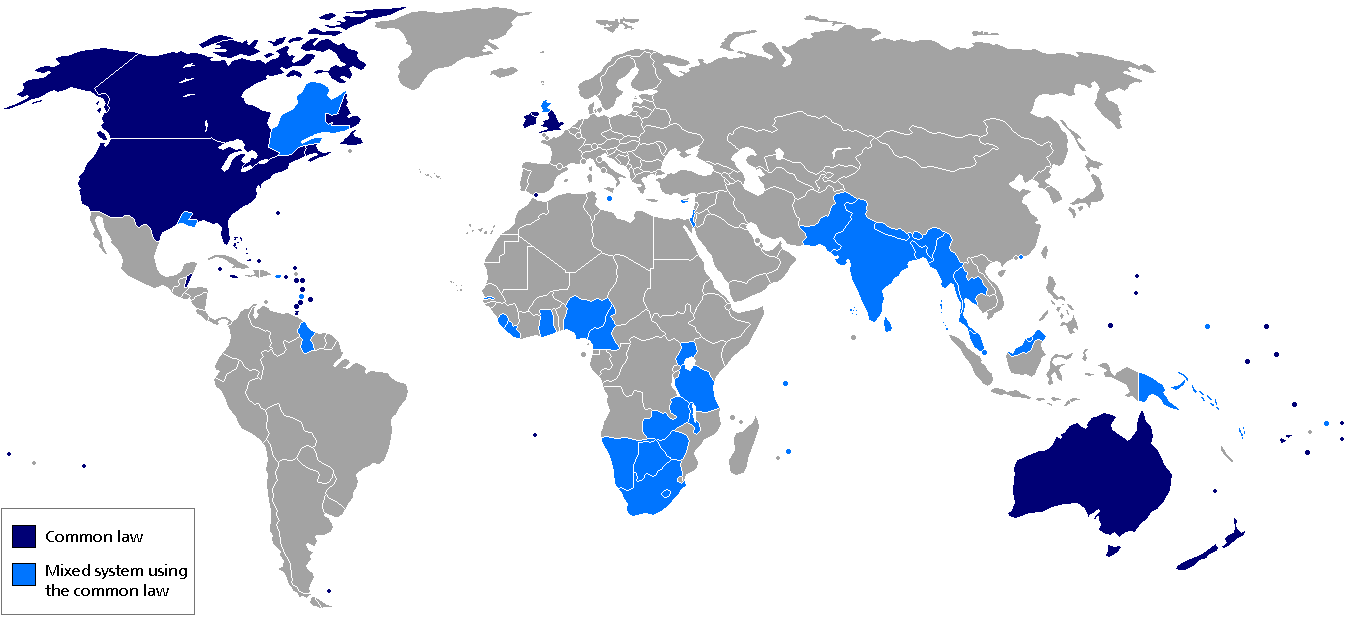
Diffusione del Common law nel mondo

Il common law fu introdotto nelle varie nazioni del Commonwealth durante l'era coloniale e costituisce la base della giurisprudenza della maggior parte di questi paesi. Il diritto inglese introdotto prima della Rivoluzione americana fa ancora parte del diritto statunitense, tranne che nello stato della Louisiana, ed è ancora la base di molte tradizioni e procedure legali americane, sebbene non sia applicabile in caso di conflitto di giurisdizione.

### Inghilterra e Galles
Il diritto del Regno Unito ha tre distinti sistemi giuridici:
- il diritto inglese applicabile in Inghilterra e Galles;
- il diritto scozzese;
- il diritto nordirlandese.

Il sistema giuridico gallese un tempo separato fu abolito dopo l'adozione dell'Atto di Unione del 1536.
Sebbene alcuni autori usino il termine "Stato" per riferirsi all'Inghilterra e al Galles, queste entità non sono stati ai sensi del diritto internazionale pubblico. Ciò è importante per una serie di ragioni, una delle più importanti è la distinzione tra nazionalità e domicilio. Pertanto, un individuo potrebbe avere la nazionalità e il domicilio britannici in una delle nazioni costituenti del Regno Unito ed è la legge del domicilio che definisce tutti gli aspetti dello status e della capacità della persona.
Dicey e Morris elencarono le Isole britanniche come "Stati" separati:
Ciò può essere modificato dalla legge. Il Regno Unito è uno stato ai fini del The Bills of Exchange Act 1882. Allo stesso modo, la Gran Bretagna è un singolo stato ai fini del Companies Act 1985.
Tradizionalmente, gli autori parlano dell'Inghilterra per designare l'unità legale o "stato" dell'Inghilterra e del Galles, ma questo uso è diventato sempre più politicamente e culturalmente inaccettabile negli ultimi decenni.

## Descrizione
L'essenza del common law inglese è che viene fatto dai tribunali. La competenza di formulare il diritto è assegnata ai tribunali di Inghilterra e Galles come autorità costituzionale. Pertanto, nel corso delle audizioni, i giudici, sulla base del principio stare decisis applicano precedenti legali ai fatti e alle circostanze di ogni particolare processo. Il grado di forza giuridica delle decisioni giudiziarie dipende dalla posizione del tribunale nella gerarchia del sistema giudiziario. È comprensibile che le decisioni della più alta gerarchia della Corte d'appello d'Inghilterra e Galles - la Corte suprema del Regno Unito, siano un precedente legale obbligatorio per l'applicazione delle corti inferiori.

## Sistema giudiziario
La Corte d'appello d'Inghilterra e Galles è la più alta corte in Inghilterra e Galles. Tuttavia, le decisioni prese possono essere impugnate presso la Corte suprema del Regno Unito.